# Novruz in Aserbaidschan

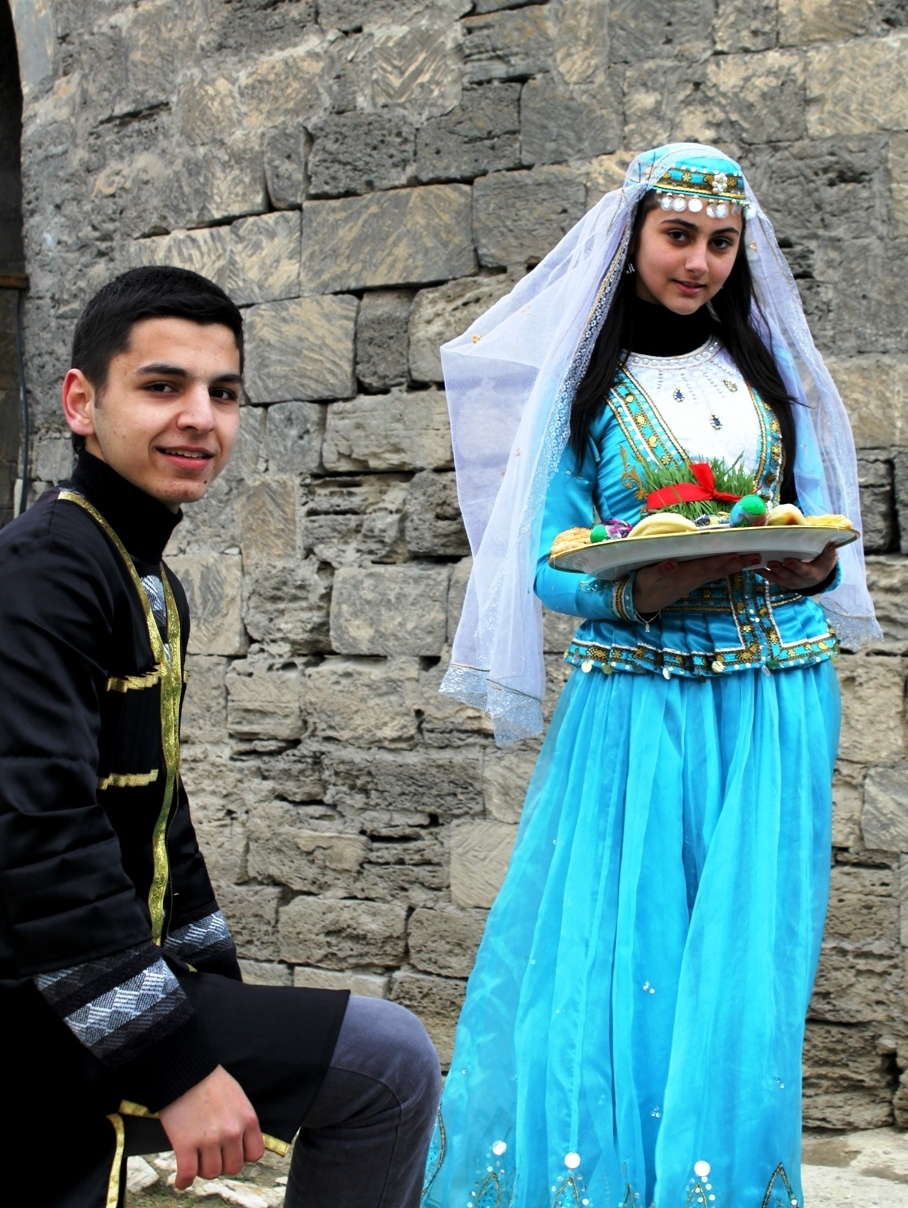
Novruz wird von jungen Aserbaidschanern in traditionellen Kostümen in Baku gefeiert

Novruz in Aserbaidschan (aserbaidschanisch Novruz Bayramı) ist ein traditioneller Feiertag, an dem das neue Jahr und das Kommen des Frühlings gefeiert wird. Als Aserbaidschan Teil der Sowjetunion war, war die Feier von Novruz im Allgemeinen inoffiziell und zeitweise sogar verboten. Derzeit ist Novruz in Aserbaidschan ein offizieller Feiertag: Gemäß Artikel 105 des Arbeitsgesetzes von Aserbaidschan, das 2006 verabschiedet wurde, erhalten die Arbeiter fünf freie Tage für Novruz.

## Bräuche und Feier

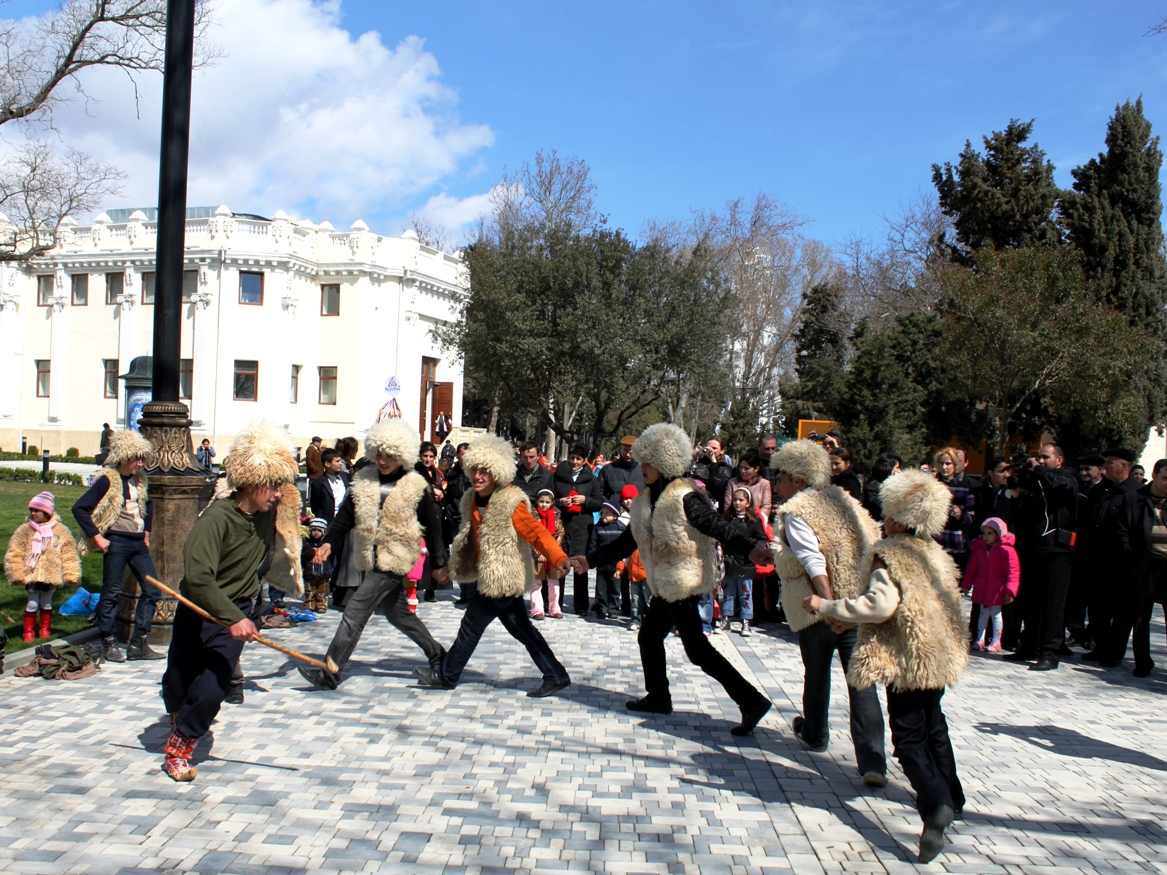
Tanz von als Hirten verkleideten Jungen während Novruz in Baku

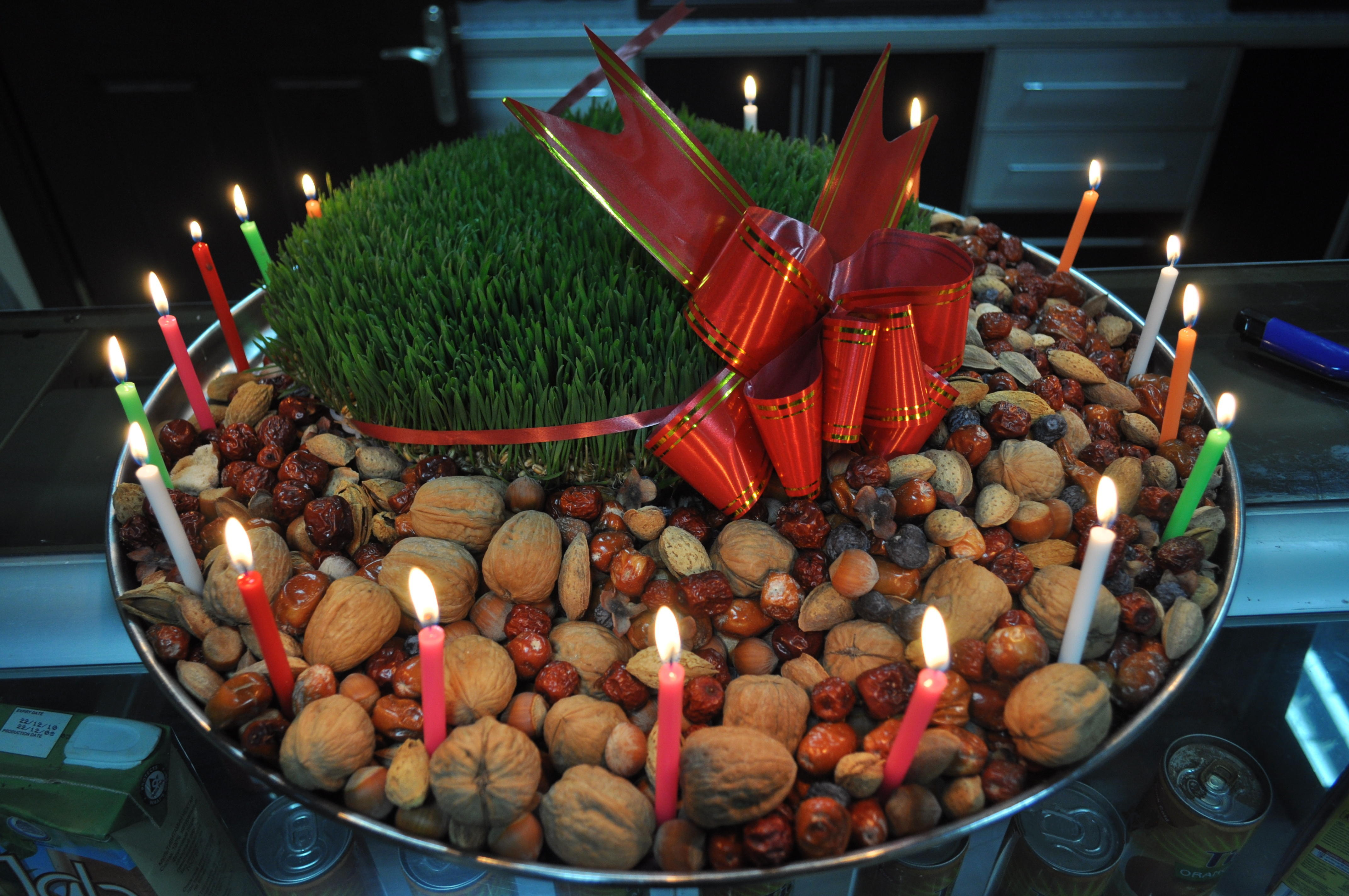
Festtagskorb

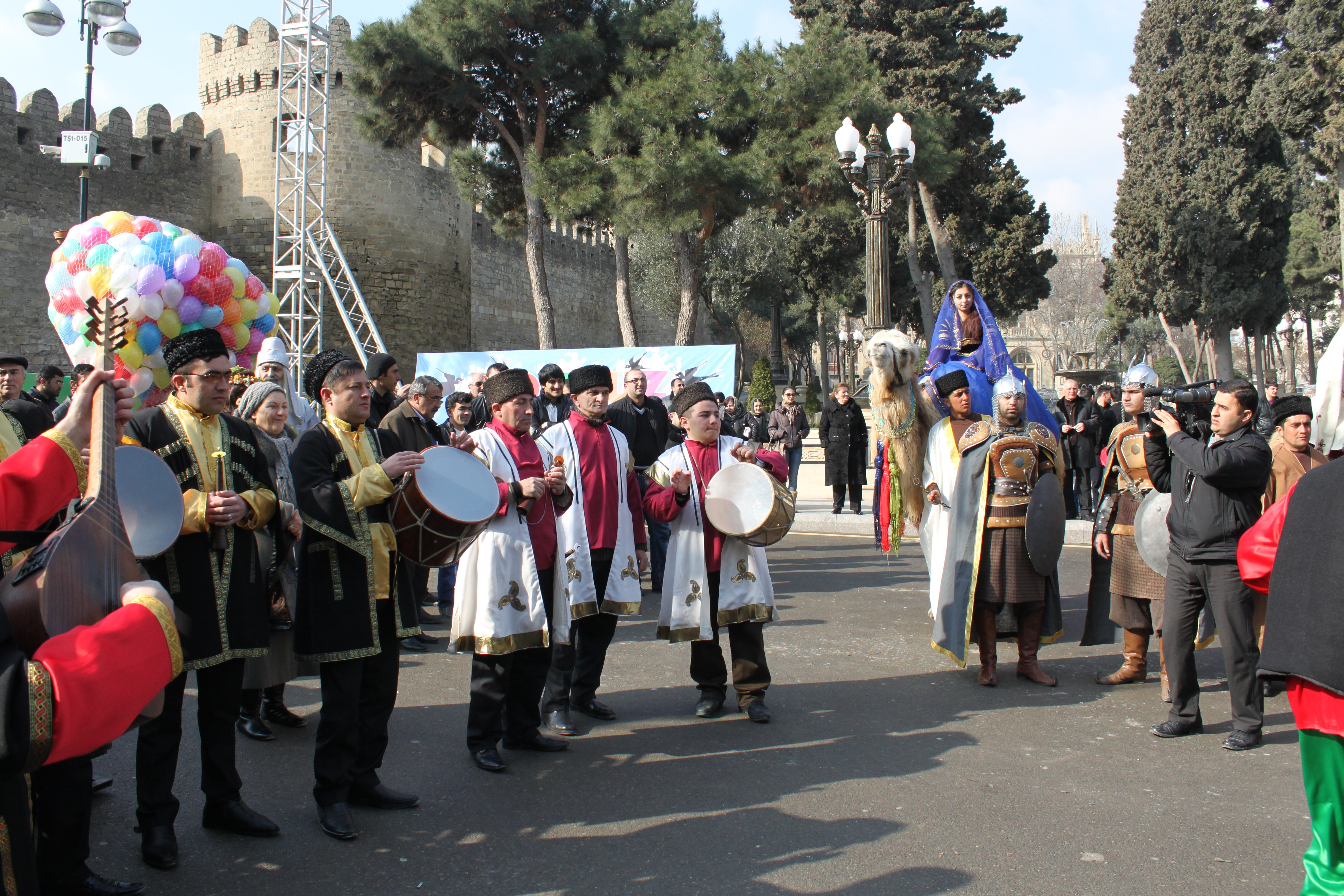
Volksmusiker während des Novruz-Festes in Baku

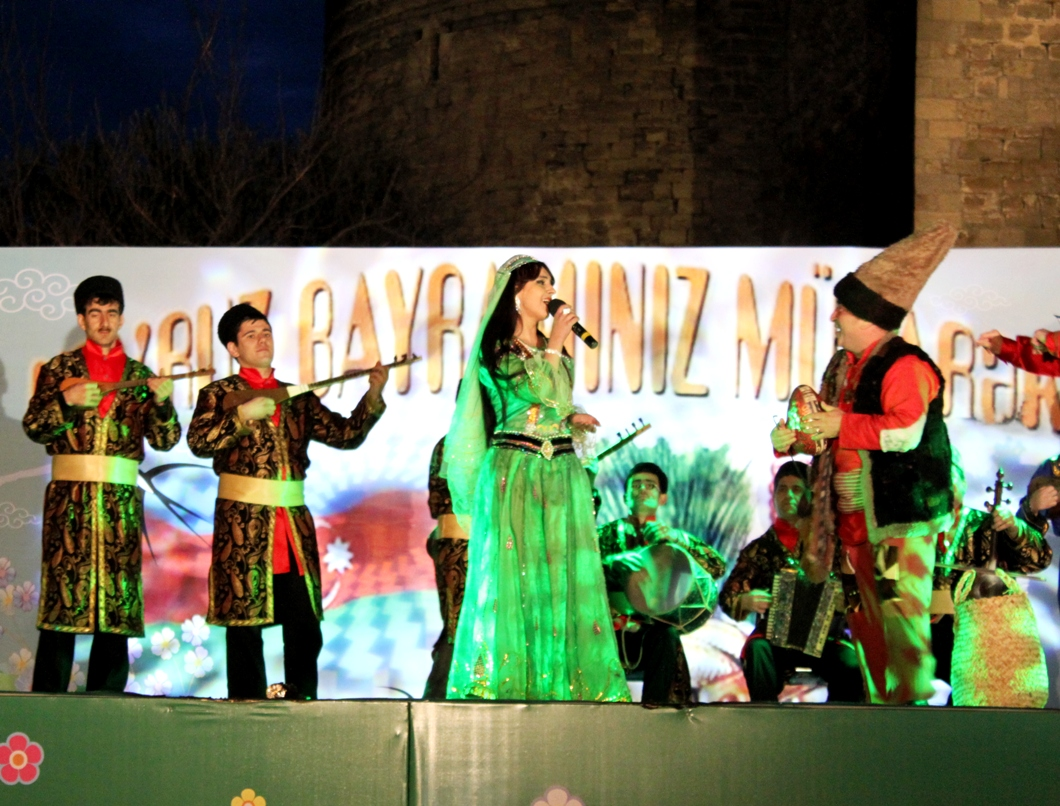
Volkstheateraufführung während des Novruz-Festivals in Baku

Normalerweise beginnen die Vorbereitungen für Novruz einen Monat vor dem Fest. Jeden der vier Dienstage, die „Tscharschamba“ genannt werden, feiern die Menschen den Tag eines der vier Elemente – Wasser, Feuer, Erde und Wind. Die Menschen reinigen das Haus, pflanzen Bäume, tragen neue Kleider, bemalen Eier und backen nationales Gebäck wie Shekerbura, Pakhlava, Shorgoghal, zusätzlich zu einer großen Vielfalt an nationaler Küche. Weizen wird mit Rosinen und Nüssen gebraten. Als Hommage an den vorislamischen zoroastrischen Glauben springen in den vier Wochen vor dem Feiertag jeden Dienstag Kinder über kleine Lagerfeuer und es werden Kerzen angezündet. Am Vorabend des Feiertags werden die Gräber von Verwandten besucht und gepflegt.
Während Novruz werden verschiedene traditionelle Spiele und Shows wie „Kos-kosa“ (symbolisiert das Kommen des Frühlings), „Khidir Ilyas“ (das Symbol der Fruchtbarkeit und Blüte) und Wahrsagen bei musikalischen Versammlungen abgehalten. Volkssänger singen Lieder, während Ringer ihre Kräfte messen.
Novruz ist ein Familienfest. Am Abend vor dem Fest versammelt sich die ganze Familie um den Festtagstisch, der mit verschiedenen Gerichten gedeckt ist, um das neue Jahr reich zu begehen. Der Feiertag zieht sich über mehrere Tage hin und endet mit festlichen öffentlichen Tänzen, Wettbewerben des Volkssports und anderen Unterhaltungsangeboten, z. B. von Volksmusikkapellen.
Die Dekoration des Festtisches ist als Khoncha bekannt. Ein großes silbernes oder kupfernes Tablett mit Səməni – grünen Sprossen aus Weizensamen – wird in die Mitte gestellt, dazu Kerzen und gefärbte Eier. Der Brauch schreibt vor, dass der Tisch mit mindestens sieben Speisen (Həft Sin) gedeckt werden sollte.

## Tscharschambas
Die letzten vier Dienstage des Winters (normalerweise ab dem letzten Dienstag im Februar) vor Novruz werden von Aserbaidschanern gefeiert und Tscharschamba genannt. Nach aserbaidschanischer Tradition zeigt Tscharschambas das Ende des Winters und den Beginn des Frühlings an.
Nach dem Volksglauben symbolisiert der erste Tscharschamba Wasser als Symbol der Reinigung der Natur.
Der zweite Tscharschamba bezieht sich auf das Element Feuer. Es wird geglaubt, dass das Springen über Lagerfeuer und das Anzünden von Kerzen eine Person wieder aufrichtet und sie von Krankheiten befreit, so dass sie den Frühling mit Positivität beginnen kann.
Der dritte Tscharschamba steht in der aserbaidschanischen Tradition für den Wind, der den Beginn des Frühlings in die Luft bringt. In einigen westlichen Regionen von Aserbaidschan nennen die Menschen diesen Tag Schwarzen Tscharschamba. Aserbaidschaner sollen die Grabstätten ihrer Verwandten besuchen und pflegen.
Der vierte und letzte Tscharschamba repräsentiert die Erde, bekannt als Yer çərşənbəsi, Torpaq çərşənbəsi oder İlaxır Çərşənbə. Es wird geglaubt, dass an diesem Tag die Natur wieder erwacht. Aserbaidschaner betrachten diesen Tscharschamba als den wichtigsten unter den vier und halten besondere Traditionen im Zusammenhang mit diesem Tag. Zum Beispiel sollten sieben Sorten von Lebensmitteln auf dem Tisch stehen und alle ihre Namen müssen mit dem Buchstaben „S“ auf Aserbaidschanisch beginnen, wie Sumach (eine Art Gewürz), Sud (Milch), Sirke (Essig), Səməni (aus Weizen zubereitet) und so weiter. Die Volkserzählungen besagen, dass es jungen Mädchen am Abend des vierten Tscharschamba möglich ist, ihre zukünftigen Ehemänner zu sehen, indem sie sich mit einer Kerze in der Hand einem Spiegel nähern. Die Kinder klopfen an die Türen der Nachbarhäuser und lassen ihre Hüte oder Taschen zurück, in der Hoffnung auf Süßigkeiten und Desserts, die speziell für den Feiertag zubereitet werden, wie Schakarbura und Pachlawa.

## Feierlichkeiten
Während des Novruz-Feiertags werden verschiedene Lieder im Zusammenhang mit Novruz gesungen und verschiedene Aktivitäten wie Seiltanz und Ringen finden auf den öffentlichen Plätzen statt. Eine weitere Zeremonie ist die Aussaat von Səməni in einem Teller, der die Fruchtbarkeit des Frühlings symbolisiert. Ebenso ein Teil des Festes ist die traditionelle komödiantische Aufführung der Geschichte von Kosa und Kecel – feste Figuren in der Festtagserzählung. Diese Personen und ihre Kämpfe stellen den Konflikt zwischen Winter und Frühling dar. Am Ende der Zeremonie gewinnt Kecel das Duell, was den Sieg des Frühlings über den Winter anzeigt. Das Novruz-Fest dauert in Aserbaidschan etwa eine Woche.

## Bräuche zu Novruz
- Alle Familienmitglieder versammeln sich zu Hause und sitzen um einen Tisch (als Symbol dafür, dass sie ein Jahr zusammen verbracht haben).
- In der letzten Nacht des Jahres bespritzen sich die Familienmitglieder gegenseitig mit Wasser (es bedeutet, dass sie alle Schwierigkeiten des alten Jahres loswerden).
- An diesem Tag ist es Pflicht, sieben Lebensmittel zu servieren, die mit dem Buchstaben „S“ in aserbaidschanischer Sprache beginnen.
- Während der Feiertage sind die Türen nicht verschlossen. Das symbolisiert die Gastfreundschaft des Gastgebers.
- Am ersten Tag von Novruz müssen die Häuser die ganze Nacht über beleuchtet sein. Das Ausschalten des Lichts wird mit Unglück in Verbindung gebracht.
- Siebenmal über das Feuer springen (es wird angenommen, dass das Feuer die schwerste Last des vergangenen Jahres verbrennt).
- Auf dem Tisch müssen ein Spiegel und brennende Kerzen stehen (der Spiegel ist das Symbol des Glücks und das Licht der Kerzen hält die bösen Geister vom Haus fern).
- Nach dem Volksglauben in Aserbaidschan zeigt das Wetter des ersten Tages von Novruz den Frühling an, der zweite Tag danach ist Sommer, der dritte Tag ist Herbst und der vierte ist Winter.[7][8][11]

## Briefmarken
Die Briefmarke der UdSSR, die dem Novruz-Fest in Aserbaidschan gewidmet ist, wurde 1991 herausgegeben. In den Jahren 1996, 1998 und 2011 wurden Briefmarken von Aserbaidschan herausgegeben, die Novruz gewidmet sind.

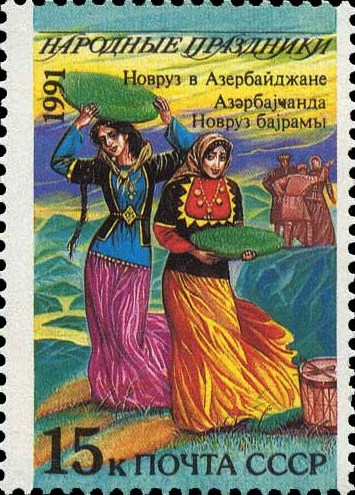
Briefmarke UdSSR, 1991
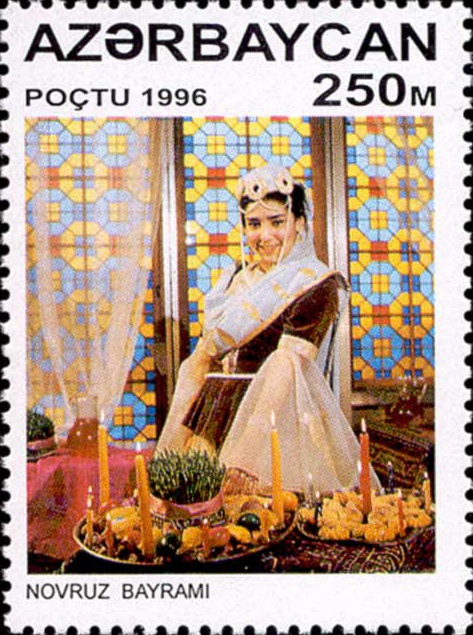
Briefmarke Aserbaidschan, 1996
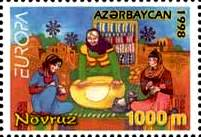
Briefmarke Aserbaidschan, 1998
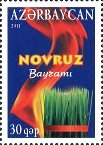
Briefmarke Aserbaidschan, 2011
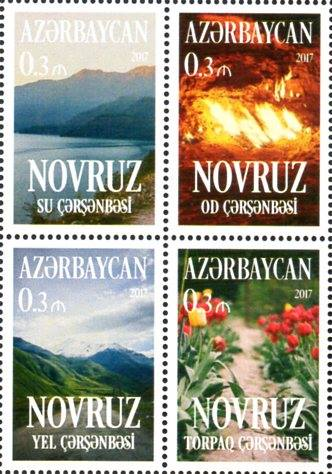
Briefmarke Aserbaidschan, 2017